# 法斯通訊社
法斯通訊社（波斯語：خبرگزاری فارس）是伊朗的一個通訊社，自稱為「伊朗主要的獨立通訊社」，但常被外界視為伊朗政府半官方的媒體。法斯通訊社創立於2003年，除了使用波斯語報導外，也提供英語、土耳其語與阿拉伯語的報導。

## 著名事件

### 採訪埃及總統
2012年6月，法斯通訊社發布一則埃及總統穆罕默德·穆尔西的專訪，其中指穆爾西告訴法斯社他希望重建埃及與伊朗的關係，且意欲重新審視與以色列的和約。隨後穆爾西駁斥了這項說法，法斯社則公佈了一段據稱是專訪的錄音，對此阿拉伯衛星電視台引述不具名專家的評論，表示此錄音並非穆爾西的聲音。

### 轉載洋蔥報的虛構新聞
2012年9月，法斯通訊社轉載了美國小報洋蔥報關於一項「民意調查」的新聞，該報導指絕大多數美國鄉村的白人寧願在接下來的總統大選中投票給時任伊朗總統的马哈茂德·艾哈迈迪-内贾德，也不願投給美國總統巴拉克·歐巴馬。法斯社接近一字不漏地轉載原報導，包括原報導「引述」一位虛構西維吉尼亞州居民的評論，指他寧願與艾哈迈迪内贾德去看棒球，因為後者「認真地看待國防，且不會如歐巴馬一般，讓一群同性戀的抗議者指導他如何治理國家」。
法斯通訊社後來承認了此錯誤，但仍聲稱多數美國人應該都喜歡美國政治體制以外的人，勝過歐巴馬等檯面上的政治人物。

### 時光機報導
2013年4月，法斯通訊社報導稱一名伊朗科學家成功發明了時光機，使人們得以預見未來，數日後該報導即被撤下，取而代之的是一則伊朗官員否認有時光機被登記發明的報導。

### 外星人/地外生命報導
2014年1月，法斯通訊社發布一系列報導，指愛德華·史諾登洩漏的文件顯示美國的內政與外交政策受到「外星人/地外生命」的掌控，美國政府自1945年起，就被一個外星人組成的影子政府操控。

## 外部連結
- （波斯文） farsnews.com
- （英文） english.farsnews.com